# One Second (album de Paradise Lost)
Cet article concerne l'album de Paradise Lost. Pour l'album de Yello, voir One Second.
Albums de Paradise Lost
Draconian Times
(1995) Host
(1999)
Singles
1. "One Second"
Sortie : 16 juin 1997
2. "Say Just Words"
Sortie : 29 septembre 1997

One Second est le sixième album du groupe anglais Paradise Lost. Il est sorti le 14 juillet 1997 sur le label indépendant britannique Music for Nations.

## Historique
One Second a été enregistré en partie à Londres aux Battery Studios et au Pays de Galles aux Rockfield Studios. Il a été produit par le Suédois Ulf "Sank" Sandqvist (The Shades of Orange, Peace, Love and Pitbulls).
Cet album marque un tournant dans l'évolution musicale de Paradise Lost. Après le succès de l'album précédent sorti en 1995, Draconian Times, le groupe s'aventure dans un registre qui s'éloigne du metal et se rapproche d'une musique plus intimiste, plus mélodique avec des pointes de musique électronique. Le son s'apparentera à un mélange de Depeche Mode et The Sisters of Mercy avec la touche mélancolique et glacée propre à Paradise Lost. Le chant de Nick Holmes est définitivement mélodique et clair et si les guitares sont moins présentes, les samples et les claviers ne prennent pas le dessus dans les compositions.
Cet album atteindra la 31e place de charts britanniques et le single Say Just Words s'y classera à la 53e

## Liste des titres
Toutes les paroles sont signées Nick Holmes et toute la musique Greg Mackintosh
1. One Second - 3:32
2. Say Just Words - 4:03
3. Lydia - 3:32
4. Mercy - 4:25
5. Soul Courageous - 3:02
6. Another Day - 4:44
7. The Sufferer - 4:30
8. This Cold Life - 4:22
9. Blood of Another - 4:00
10. Disappear - 4:30
11. Sane - 4:00
12. Take Me Down - 5:27

## Musiciens
- Nick Holmes : chant
- Greg Mackintosh : guitare solo et rythmique, claviers, programmation, samples, chœurs
- Aaron Aedy : guitare rythmique
- Steve Edmondson : basse
- Lee Morris : batterie, percussions, chœurs

avec
- Ulf "Sank" Sandqvist : claviers, programmation, samples, chœurs
- Stephan Brisland-Ferner : violon et cordes
- Sarah Marion : voix féminine sur Lydia

## Charts
Album
| Pays                   | Durée du classement | Meilleur classement |
| ---------------------- | ------------------- | ------------------- |
| Allemagne              | 10 semaines         | 8e                  |
| Autriche               | 12 semaines         | 10e                 |
| Belgique (francophone) | 1 semaine           | 44e                 |
| Finlande               | 10 semaines         | 7e                  |
| France                 | 2 semaines          | 21e                 |
| Norvège                | 3 semaines          | 25e                 |
| Pays-Bas               | 7 semaines          | 39e                 |
| Royaume-Uni            | 2 semaines          | 31e                 |
| Suède                  | 8 semaines          | 5e                  |
| Suisse                 | 4 semaines          | 40e                 |

Singles
| Année | Single           | Chart                   | Durée du classement | Position |
| ----- | ---------------- | ----------------------- | ------------------- | -------- |
| 1997  | "Just Say Words" | UK Singles Chart        | 2 semaines          | 53e      |
| 1997  | "Just Say Words" | Suomen virallinen lista | 3 semaines          | 8e       |
| 1997  | "Just Say Words" | Sverigetopplistan       | 1 semaines          | 44e      |
| 1998  | "One Second"     | UK Singles Chart        | 1 semaine           | 94e      |